# Hrabstwo Clark (Nevada)

Piramida wieku hrabstwa

Hrabstwo Clark – hrabstwo w południowej części stanu Nevada. Zamieszkane przez 1 710 551 osób, czyli ponad połowę populacji Nevady. Stolicą jest Las Vegas.

## Historia
Znaczna część tego obszaru położona była na Terytorium Arizony w hrabstwie Pah-Ute. W 1867 roku, decyzją Kongresu Stanów Zjednoczonych, znalazło się w obecnych granicach. Clark powstało 5 lutego 1908 roku, poprzez secesję z hrabstwa Lincoln. Nazwane na cześć Williama Andrewsa Clarka, budowniczego kolei m.in. przez ten rejon.
W 1931 roku rozpoczęto budowę tamy na rzece Kolorado. Z całego kraju przyjechały tysiące robotników. Dostarczenie im środków potrzebnych do życia i rozrywek dało pracę jeszcze większej rzeszy ludzi. Przez następne 75 lat hrabstwo Clark zrównało się z Reno pod względem liczby ludności i potencjału gospodarczego.

## Geografia
Całkowita powierzchnia wynosi 20 955 km² z czego 20 488 km² stanowi ląd, a 467 km² (2,23%) woda. Okolice Las Vegas często błędnie nazywane są Doliną. Na południowy zachód od miasta znajduje się Mount Charleston, będący najwyższym punktem – 3638 m (11 918 stóp). Hrabstwo jest w przeważającej części pustynne. Północno-zachodnia część hrabstwa znajduje się w granicach Strefy Sił Powietrznych Nellis.

### Miasta
- Boulder City
- Henderson
- Las Vegas
- North Las Vegas
- Mesquite

### CDP
- Blue Diamond
- Bunkerville
- Cal-Nev-Ari
- Enterprise
- Goodsprings
- Indian Springs
- Laughlin
- Moapa Town
- Moapa Valley
- Mount Charleston
- Nelson
- Paradise
- Sandy Valley
- Searchlight
- Spring Valley
- Summerlin South
- Sunrise Manor
- Whitney
- Winchester

### Sąsiednie hrabstwa
- Lincoln – północ
- Nye – zachód
- Inyo w Kalifornii – południowy zachód
- San Bernardino w Kalifornii – południe
- Mohave w Arizonie – wschód

## Prawo i władze
Wiele miast i podmiotów administracyjnych ma własną policję, m.in. Uniwersytet Nevady W Las Vegas, Szkolny Dystrykt Hrabstwa Clark, miasta Henderson, Mesquite, Boulder City i Północny Las Vegas oraz najbardziej wpływowy Departament Policji Miasta Las Vegas.
Władza leży w rękach siedmioosobowej Komisja Hrabstwa Clark, której członkowie wybierani są na czteroletnią kadencję. Po każdych wyborach komisja wybiera przewodniczącego. Siedzibą jest Centrum Rządowe w Las Vegas.